# Невил Чембърлейн
Вижте пояснителната страница за други личности с името Чембърлейн.
Артър Невил Чембърлейн (на английски: Arthur Neville Chamberlain) е британски политик от Консервативната партия и държавник.

## Биография
Роден край Бирмингам на 18 март 1869 г.
Невил Чембърлейн е син на Джоузеф Чембърлейн и брат на Остин Чембърлейн. През периода 28 май 1937 – 10 май 1940 г. е министър-председател на Обединеното кралство.
Чембърлейн е привърженик на политиката на омиротворяване на агресора – Хитлеристка Германия, на което е противник неговият опонент и следващ премиер – Уинстън Чърчил. През 1938 г. Чембърлейн подписва Мюнхенското споразумение с Хитлер, Мусолини и премиера на Франция Едуар Даладие. При завръщането си в Лондон Чембърлейн показва пред посрещачите подписаното споразумение с думите: „Аз ви донесох мир“.
Още на следващата година става ясно, че тази политическа позиция на Невил Чембърлейн не носи мир в Европа. Възползвайки се от дипломатическия комфорт, Хитлер започва ревизия на Версайската система от договори. В края на 1939 г. Чембърлейн се разболява тежко и на 10 май 1940 г. той предава поста премиер на Уинстън Чърчил – привърженик на безкомпромисната борба с диктаторите Хитлер и Мусолини.
На 9 ноември 1940 г. Невил Чембърлейн умира в Хампшър.